# Zygaenosia nigrescens
Zygaenosia nigrescens är en fjärilsart som beskrevs av Rothschild 1936. Zygaenosia nigrescens ingår i släktet Zygaenosia och familjen björnspinnare. Inga underarter finns listade i Catalogue of Life.